# Seminole (Texas)
Seminole é uma cidade localizada no estado norte-americano do Texas, no Condado de Gaines. Aquí nasceu os cantantes de country Larry Gatlin e Tanya Tucker.

## Demografia
Segundo o censo norte-americano de 2000, a sua população era de 5910 habitantes.
Em 2006, foi estimada uma população de 6078, um aumento de 168 (2.8%).

## Geografia
De acordo com o United States Census Bureau tem uma área de
8,7 km², dos quais 8,7 km² cobertos por terra e 0,0 km² cobertos por água. Seminole localiza-se a aproximadamente 1005 m acima do nível do mar.

## Localidades na vizinhança
O diagrama seguinte representa as localidades num raio de 48 km ao redor de Seminole.